# Mamma Mia! (jeu)
Pour les articles homonymes, voir Mamma mia.
Mamma Mia! est un jeu de cartes créé par Uwe Rosenberg et édité par Abacus, faisant appel à la mémoire sur le thème des pizzas.
Les joueurs possèdent en main des cartes "ingrédients" et des cartes "Pizza" réalisables avec ces ingrédients.
À son tour de jeu, un joueur :
- doit "mettre dans le four au moins un ingrédient de sa main, c'est-à-dire jouer une carte ingrédient face visible sur la pile à côté de la cuisine" (citation règle du jeu 2004). On peut jouer plusieurs ingrédients mais uniquement du même type.
- peut poser une carte "pizza" s'il pense que tous les ingrédients nécessaire pour celle-ci sont présents dans la pile.
- doit tirer des cartes soit du paquet d'ingrédients, soit du paquet de pizzas pour compléter sa main à sept cartes.

Lorsque la pioche est terminée, le joueur qui a tiré la carte Mamma Mia vérifie si les pizzas sont réussies en prenant la pile de cartes jouées par le fond, puis on attaque la manche suivante.
Après trois manches, on détermine le gagnant.